# Rie Kimuraová
Rie Kimuraová (japonsky 木村 理恵, * 30. července 1971 Kjóto) je bývalá japonská fotbalistka.

## Reprezentační kariéra
Za japonskou reprezentaci v letech 1996 až 2001 odehrála 21 reprezentačních utkání. Byla členkou japonské reprezentace i na Mistrovství Asie ve fotbale žen 1999 a 2001.

## Statistiky
| Japonsko | Japonsko | Japonsko |
| Roky     | Záp.     | Góly     |
| -------- | -------- | -------- |
| 1996     | 2        | 0        |
| 1997     | 0        | 0        |
| 1998     | 0        | 0        |
| 1999     | 6        | 0        |
| 2000     | 6        | 0        |
| 2001     | 7        | 0        |
| Celkem   | 21       | 0        |

## Úspěchy

### Reprezentační
- Mistrovství Asie:  2001